# Juan Alonso Moscoso
Juan Alonso de Moscoso López (Algete, Madrid, 9 de junio de 1532-Antequera, Málaga, 21 de agosto de 1614). Religioso y obispo español.

## Biografía
Estudió en la Universidad de Alcalá, doctorándose, y ejerció de catedrático de Filosofía y Teología, en esta Universidad.
Fue a Sevilla como auxiliar del arzobispo en el gobierno de la archidiócesis, y, poco después, acompañó como administrador a Fernando Álvarez de Toledo y Pimentel, duque de Alba a Portugal.
Fue nombrado en 1582 obispo de Guadix-Baza. En 1593 fue elevado al Obispado de León. Y en 1603 fue nombrado obispo de Málaga por el papa Clemente VIII.
En Málaga se interesó en concluir la edificación de la catedral y en 1612 creó el Monte de Piedad. En 1610 creó y dotó en Alcalá de Henares el Colegio Universitario de “San Ciriaco y Santa Paula”, a donde envió a estudiar a muchos malagueños.
Fue propuesto como arzobispo de Santiago de Compostela, pero renunció, dada su edad y su estado de salud.
Girando su visita pastoral se puso muy grave en Antequera (Málaga), donde falleció el 21 de agosto de 1614. Fue enterrado en la iglesia de Algete (Madrid).
| Predecesor: Julián Ramírez Díaz       | Obispo de Guadix y Baza 1582-1593 | Sucesor: Juan de Fonseca y Guzmán               |
| Predecesor: Francisco Trujillo García | Obispo de León 1593-1603          | Sucesor: Andrés de Casso                        |
| Predecesor: Tomás de Borja            | Obispo de Málaga 1603-1614        | Sucesor: Luis Fernández de Córdoba Portocarrero |